# Leptotettix falconarius
Leptotettix falconarius är en insektsart som först beskrevs av De Geer 1773.  Leptotettix falconarius ingår i släktet Leptotettix och familjen vårtbitare. Inga underarter finns listade i Catalogue of Life.